# 波苏-迪若泽-迪莫拉
波苏-迪若泽-迪莫拉是巴西帕拉伊巴州的一个市镇。总面积97.888平方公里，总人口3944人，人口密度40.3人/平方公里。